# Faust (1926)
Faust is een stomme film uit 1926 van de Duitse regisseur Friedrich Wilhelm Murnau.
Het verhaal gaat over de alchemist Faust die zijn ziel aan de duivel verkoopt. Het is gebaseerd op de legendarische figuur Faust en de bekende klassieke versie van het Faust-verhaal van Goethe.
De film staat bekend als een van de beste werken uit de periode van de stomme film.

## Verhaal
Het verhaal begint met een weddenschap tussen Mephisto (de duivel) en een engel om de heerschappij op Aarde. Mephisto beweert dat hij de ziel van de oude alchemist Faust kan bederven. En dit zal hij ook proberen.
Hij begint met het verspreiden van de pest in de stad waar Faust leeft. Faust, die maar geen oplossing kan vinden voor de ziekte, keert zich wanhopig af van God en via een mysterieus boek verkoopt hij zijn ziel aan de duivel in ruil voor een oplossing.
Faust gebruikt zijn nieuwe krachten eerst alleen maar om de mensen in zijn stad te helpen, maar nadat de stedelingen hem uitjouwen omdat hij geen kruis kan aankijken, beginnen zijn wensen steeds egoïstischer te worden. Satan geeft Faust zijn jeugd terug en schenkt hem een koninkrijk, maar Faust wordt verliefd op een gewoon meisje en schenkt haar een kind.
Ondertussen heeft Satan de broer van het meisje vermoord en men geeft Faust de schuld hiervan.
Het meisje en haar baby komen kort hierna in een sneeuwstorm terecht waar het kind in sterft.
Het meisje wordt beschuldigd van moord en belandt op de brandstapel. Als Faust hiervan hoort smeekt hij Satan om hulp, die hij niet krijgt.
Faust, die ondertussen ook zijn jeugd verloren heeft, springt op de brandstapel bij zijn geliefde als die juist is begonnen te branden. Het meisje herkent hem in zijn jeugdige vorm en samen sterven ze op de brandstapel.
Ondertussen toont de engel aan Satan dat hij de weddenschap heeft verloren want liefde triomfeert boven alles.

## Rolverdeling
| Acteur           | Personage                 | Opmerkingen      |
| ---------------- | ------------------------- | ---------------- |
| Gösta Ekman      | Faust                     |                  |
| Emil Jannings    | Mephisto                  |                  |
| Camilla Horn     | Gretchen                  |                  |
| Werner Fuetterer | Aartsengel                |                  |
| William Dieterle | Valentin                  | Gretchens broer  |
| Frida Richard    | Gretchens moeder          |                  |
| Yvette Guilbert  | Tante Marthe Schwerdtlein | Gretchens tante  |
| Eric Barclay     | Hertog van Parma          | als Eric Barcley |
| Hanna Ralph      | Hertogin van Parma        |                  |

## Trivia
- Faust is Friedrich Wilhelm Murnau's laatste Duitse film voordat hij naar de Verenigde Staten emigreerde.